# Eido acrophaea
Eido acrophaea är en fjärilsart som beskrevs av Turner 1916. Eido acrophaea ingår i släktet Eido och familjen praktmalar, Oecophoridae. Inga underarter finns listade i Catalogue of Life.